# Žalm 137

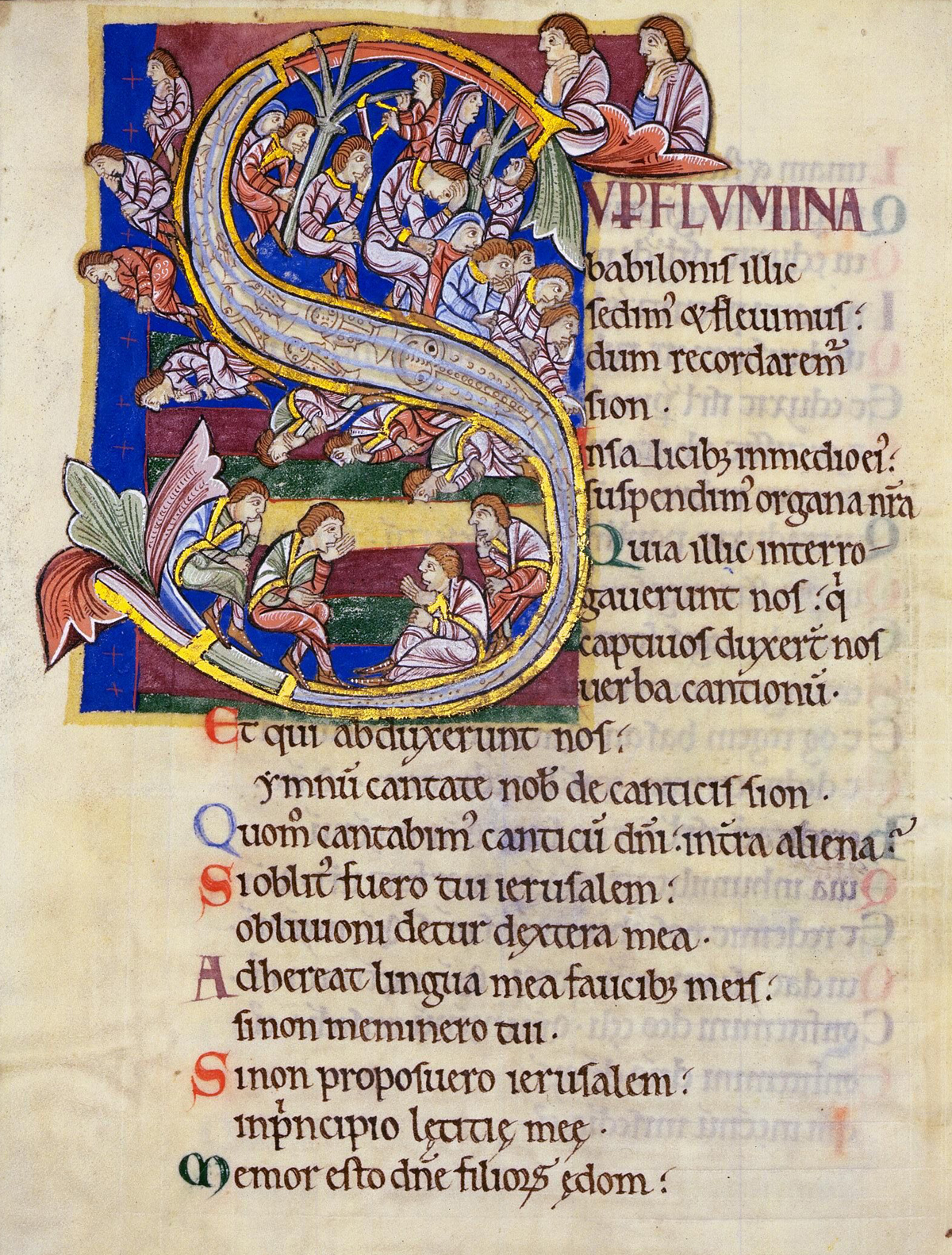
Žalm 137 (latinsky Super flumina Babylonis) s iniciálou S v iluminovaném rukopise, Žaltář svatého Albana

Žalm 137 („U řek babylónských, tam jsme sedávali s pláčem“, v Septuagintě dle řeckého číslování žalm 136) je biblický žalm. Septuaginta a Vulgata začíná nadpiskem: „Davidův od Jeremjáše.“ Žalm patrně sloužil jako „nářek“ při kající bohoslužbě. Babylónskými řekami jsou míněny Eufrates a Tigris.
V liturgii římskokatolické církve je žalm čten nebo zpíván na 4. neděli postní zvanou Laetare, poslední tři verše jsou však vynechány.

## V kultuře
Žalm 137 byl mnohokrát zhudebněn, například:
- Prvních pět veršů 137. žalmu zhudebnil Antonín Dvořák v rámci písňového cyklu Biblické písně.
- Text žalmu je použit v písni Rivers of Babylon skupiny Boney M z roku 1978 (původně od jamajské reggae skupiny The Melodians[5]
- Žalm posloužil jako inspirace pro text slavného sboru židů z opery Nabucco od Giuseppe Verdiho.